# Calidris subruficollis
Pilrito-canela ou pilrito-acanelado (nome científico: Calidris subruficollis) é uma espécie de ave da família Scolopacidae. É parecido com o combatente, sendo contudo um pouco mais pequeno e sem branco nas asas ou no uropígio.
Distribui-se pela América do Norte, sendo raro (embora de ocorrência anual) na Europa. No Brasil, é uma espécie visitante.